# Wadas (Telukjambe Timur)
Wadas is een bestuurslaag in het regentschap Karawang van de provincie West-Java, Indonesië. Wadas telt 17.969 inwoners (volkstelling 2010).